# انانتپور، بلگائوم
انانتپور، بلگائوم (به انگلیسی: Anantapur, Belgaum) یک منطقهٔ مسکونی در هند است که در کارناتاکا واقع شده‌است.